# International Champions Cup 2015
Navigation
Édition précédente Édition suivante
L'International Champions Cup 2015 est la troisième édition de ce tournoi de football de pré-saison. C'est la première fois qu'elle est joué séparément en Australie, en Chine et aux États-Unis.
L'édition australienne du tournoi met en vedette trois équipes qui jouent trois matchs au Melbourne Cricket Ground le 18, 21 et 24 juillet 2015 avec le Real Madrid, Manchester City et l'AS Roma.
L'édition chinoise du tournoi regroupe trois équipes : le Real Madrid, le AC Milan et l'Inter Milan, jouant un total de trois matchs à Shenzhen, Guangzhou et Shanghai.
Dix équipes participent à l'édition nord-américaine du tournoi mais certains matchs sont joués en Italie et en Angleterre. Chaque équipe impliquée dans l'édition américaine joue quatre matchs.
Trois trophées sont remis, un pour chacune des éditions.

## Participants
| International Champions Cup Australie | International Champions Cup Australie                                                              | International Champions Cup Australie | International Champions Cup Australie | International Champions Cup Australie |
| Équipe                                | Récents résultats continentaux et nationaux                                                        | Association                           | Ligue                                 |                                       |
| ------------------------------------- | -------------------------------------------------------------------------------------------------- | ------------------------------------- | ------------------------------------- | ------------------------------------- |
| Real Madrid                           | Vainqueur de la Supercoupe de l'UEFA 2014 Vainqueur de la Coupe du monde des clubs de la FIFA 2014 | UEFA                                  | Liga BBVA                             |                                       |
| Manchester City                       | 2e de Premier League 2014-2015                                                                     | UEFA                                  | Premier League                        |                                       |
| AS Rome                               | 2e de Serie A 2014-2015                                                                            | UEFA                                  | Serie A                               |                                       |

| International Champions Cup Chine | International Champions Cup Chine                                                                  | International Champions Cup Chine | International Champions Cup Chine | International Champions Cup Chine |
| Équipe                            | Récents résultats continentaux et nationaux                                                        | Association                       | Ligue                             |                                   |
| --------------------------------- | -------------------------------------------------------------------------------------------------- | --------------------------------- | --------------------------------- | --------------------------------- |
| Real Madrid                       | Vainqueur de la Supercoupe de l'UEFA 2014 Vainqueur de la Coupe du monde des clubs de la FIFA 2014 | UEFA                              | Liga BBVA                         |                                   |
| AC Milan                          | 10e de Serie A 2014-2015                                                                           | UEFA                              | Serie A                           |                                   |
| Inter Milan                       | 8e de Serie A 2014-2015                                                                            | UEFA                              | Serie A                           |                                   |

| International Champions Cup Amérique du Nord | International Champions Cup Amérique du Nord | International Champions Cup Amérique du Nord | International Champions Cup Amérique du Nord | International Champions Cup Amérique du Nord |
| Équipe                                       | Récents résultats continentaux et nationaux | Association                                  | Ligue                                        |                                              |
| -------------------------------------------- | --- | -------------------------------------------- | -------------------------------------------- | -------------------------------------------- |
| Manchester United                            | 4e de Premier League 2014-2015 | UEFA                                         | Premier League                               |                                              |
| Benfica Lisbonne                             | Champions de Liga NOS 2014-2015 Vainqueur de la SuperTaça 2014 Vainqueur de la Taça da liga 2014-2015                                                                 | UEFA                                         | Liga NOS                                     |                                              |
| Club América                                 | Vainqueur de l'Apertura 2014 Vainqueur de la Ligue des champions de la CONCACAF 2014-2015                                                                             | CONCACAF                                     | Primera División                             |                                              |
| Galaxy de Los Angeles                        | Champions de MLS 2014 | CONCACAF                                     | MLS                                          |                                              |
| FC Barcelone                                 | Champions de Liga BBVA 2014-2015 Vainqueur de la Coupe du Roi 2014-2015 Vainqueur de la Ligue des champions de l'UEFA 2014-2015                                       | UEFA                                         | Liga BBVA                                    |                                              |
| Chelsea FC                                   | Champions de Premier League 2014-2015 Vainqueur de la Capital One Cup 2014-2015                                                                                       | UEFA                                         | Premier League                               |                                              |
| Red Bulls de New York                        | Finaliste de la Conférence Est | CONCACAF                                     | MLS                                          |                                              |
| Paris Saint-Germain                          | Champions de Ligue 1 2014-2015 Vainqueurde la Coupe de France 2014-2015 2014-2015 Vainqueur de la Coupe de la Ligue 2014-2015 Vainqueur du Trophée des champions 2014 | UEFA                                         | Ligue 1                                      |                                              |
| AC Fiorentina                                | 4e de Serie A 2014-2015 | UEFA                                         | Serie A                                      |                                              |
| Earthquakes de San José                      | 9e de Conférence Ouest | CONCACAF                                     | MLS                                          |                                              |

## Stades
| International Champions Cup Australie |
| Melbourne                             |
| ------------------------------------- |
| Melbourne Cricket Ground              |
|                                       |
| 37° 49′ 12″ S, 144° 59′ 00″ E         |

| International Champions Cup Chine   | International Champions Cup Chine  | International Champions Cup Chine   |
| Guangzhou                           | Shenzhen                           | Shanghai                            |
| ----------------------------------- | ---------------------------------- | ----------------------------------- |
| Tianhe Stadium                      | Main Stadium of Universiade Center | Shanghai Stadium                    |
|                                     |                                    |                                     |
| 23° 08′ 26,33″ N, 113° 19′ 09,58″ E | 22° 41′ 49,7″ N, 114° 12′ 43,9″ E  | 31° 11′ 00,61″ N, 121° 26′ 14,28″ E |

| International Champions Cup Amérique du Nord | International Champions Cup Amérique du Nord | International Champions Cup Amérique du Nord | International Champions Cup Amérique du Nord | International Champions Cup Amérique du Nord | International Champions Cup Amérique du Nord | International Champions Cup Amérique du Nord |
| Seattle                                      | Chicago                                      | Toronto                                      | East Hartford                                | Santa Clara                                  | Harrison                                     | San José                                     |
| -------------------------------------------- | -------------------------------------------- | -------------------------------------------- | -------------------------------------------- | -------------------------------------------- | -------------------------------------------- | -------------------------------------------- |
| CenturyLink Field                            | Soldier Field                                | BMO Field                                    | Rentschler Field                             | Levi's Stadium                               | Red Bull Arena                               | Avaya Stadium                                |
|                                              |                                              |                                              |                                              |                                              |                                              |                                              |
| 47° 35′ 42,72″ N, 122° 19′ 53,76″ O          | 41° 51′ 45″ N, 87° 37′ 00″ O                 | 43° 37′ 58″ N, 79° 25′ 07″ O                 | 41° 45′ 35″ N, 72° 37′ 08″ O                 | 37° 24′ 10,8″ N, 121° 58′ 12″ O              | 40° 44′ 12″ N, 74° 09′ 01″ O                 | 37° 21′ 05″ N, 121° 55′ 30″ O                |
| Landover                                     | Pasadena                                     | Carson                                       | Mexico                                       | Charlotte                                    | Londres                                      | Florence                                     |
| FedEx Field                                  | Rose Bowl                                    | StubHub Center                               | Stade Azteca                                 | Bank of America Stadium                      | Stamford Bridge                              | Stade Artemio-Franchi                        |
|                                              |                                              |                                              |                                              |                                              |                                              |                                              |
| 38° 54′ 28″ N, 78° 51′ 52″ O                 | 34° 09′ 41″ N, 118° 10′ 03″ O                | 33° 51′ 52″ N, 118° 15′ 40″ O                | 19° 18′ 10,48″ N, 99° 09′ 01,59″ O           | 35° 13′ 33″ N, 80° 51′ 10″ O                 | 51° 28′ 54″ N, 0° 11′ 28″ O                  | 43° 46′ 50,96″ N, 11° 16′ 56,13″ E           |

## Format
Dans le cadre de cette compétition, il ne peut y avoir de match nul. Ainsi, si à la fin du temps réglementaire, les deux équipes sont à égalité, il n'y a pas de prolongation mais une séance de tirs au but pour désigner le vainqueur du match.
Lors des tournois, les points pour le classement sont attribués de la sorte :
- victoire avant la fin du temps réglementaire : 3 pts
- victoire aux tirs au but : 2 pts
- défaite aux tirs au but : 1 pt
- défaite avant la fin du temps réglementaire : 0 pt.

Le 1er de chaque classement gagne un trophée.
En cas d'égalité de points entre deux équipes, la différence particulière, la différence de but générale et le nombre de buts marqués sont les critères de départage.

## International Champions Cup Australie

### Classement
| Rang | Équipe          | Pts | J | G | Gt | Pt | P | Bp | Bc | Diff |
| ---- | --------------- | --- | - | - | -- | -- | - | -- | -- | ---- |
| 1    | Real Madrid     | 4   | 2 | 1 | 0  | 1  | 0 | 4  | 1  | +3   |
| 2    | AS Roma         | 3   | 2 | 0 | 1  | 1  | 0 | 2  | 2  | 0    |
| 3    | Manchester City | 2   | 2 | 0 | 1  | 0  | 1 | 3  | 6  | -3   |

Le 24 juillet 2015, le Real Madrid remporte le tournoi.

### Résultats
| Match 1                     | Real Madrid                                               | 0 - 0 6 - 7 t. a. b. | AS Rome                                                        |                                                                                       |                                                                                       |
| 18 juillet 2015 11h00 (UTC) |                                                           |                      |                                                                | Melbourne Cricket Ground, Melbourne Spectateurs : 80 746 Arbitrage : Mark Clattenburg | Melbourne Cricket Ground, Melbourne Spectateurs : 80 746 Arbitrage : Mark Clattenburg |
| 18 juillet 2015 11h00 (UTC) | Rapport                                                   |                      |                                                                | Melbourne Cricket Ground, Melbourne Spectateurs : 80 746 Arbitrage : Mark Clattenburg | Melbourne Cricket Ground, Melbourne Spectateurs : 80 746 Arbitrage : Mark Clattenburg |
| 18 juillet 2015 11h00 (UTC) | Danilo · Kroos · Silva · Isco · Benzema · Nacho · Vázquez | Tirs au but 6 - 7    | Pjanić · Ljajić · Destro · Florenzi · Iturbe · Paredes · Keita | Melbourne Cricket Ground, Melbourne Spectateurs : 80 746 Arbitrage : Mark Clattenburg | Melbourne Cricket Ground, Melbourne Spectateurs : 80 746 Arbitrage : Mark Clattenburg |

| Match 2                     | AS Rome                                                 | 2 - 2 4 - 5 t. a. b. | Manchester City                                    |                                                                                     |                                                                                     |
| 21 juillet 2015 12h00 (UTC) | Pjanić 8e · Ljajić 87e                                  |                      | 3e Sterling · 51e Iheanacho                        | Melbourne Cricket Ground, Melbourne Spectateurs : 41 000 Arbitrage : Jarred Gillett | Melbourne Cricket Ground, Melbourne Spectateurs : 41 000 Arbitrage : Jarred Gillett |
| 21 juillet 2015 12h00 (UTC) | Rapport                                                 |                      |                                                    | Melbourne Cricket Ground, Melbourne Spectateurs : 41 000 Arbitrage : Jarred Gillett | Melbourne Cricket Ground, Melbourne Spectateurs : 41 000 Arbitrage : Jarred Gillett |
| 21 juillet 2015 12h00 (UTC) | Nainggolan · Ljajić · Destro · Falque · Doumbia · Keita | Tirs au but 4 - 5    | Touré · Kolarov · Navas · Lopes · Hart · Horsfield | Melbourne Cricket Ground, Melbourne Spectateurs : 41 000 Arbitrage : Jarred Gillett | Melbourne Cricket Ground, Melbourne Spectateurs : 41 000 Arbitrage : Jarred Gillett |

| Match 3                     | Manchester City    | 1 - 4 | Real Madrid                                          |                                                                                      |                                                                                      |
| 24 juillet 2015 12h05 (UTC) | Touré 45+4e (pen.) |       | 21e Benzema · 25e Ronaldo · 44e Pepe · 73e Cheryshev | Melbourne Cricket Ground, Melbourne Spectateurs : 99 382 Arbitrage : Hiroyuki Kimura | Melbourne Cricket Ground, Melbourne Spectateurs : 99 382 Arbitrage : Hiroyuki Kimura |
| 24 juillet 2015 12h05 (UTC) | Rapport            |       |                                                      | Melbourne Cricket Ground, Melbourne Spectateurs : 99 382 Arbitrage : Hiroyuki Kimura | Melbourne Cricket Ground, Melbourne Spectateurs : 99 382 Arbitrage : Hiroyuki Kimura |

## International Champions Cup Chine

### Classement
| Rang | Équipe      | Pts | J | G | Gt | Pt | P | Bp | Bc | Diff |
| ---- | ----------- | --- | - | - | -- | -- | - | -- | -- | ---- |
| 1    | Real Madrid | 5   | 2 | 1 | 1  | 0  | 0 | 3  | 0  | +3   |
| 2    | AC Milan    | 4   | 2 | 1 | 0  | 1  | 0 | 1  | 0  | +1   |
| 3    | Inter Milan | 0   | 2 | 0 | 0  | 0  | 2 | 0  | 4  | -4   |

Le 30 juillet 2015, le Real Madrid remporte le tournoi.

### Résultats
| Match 1                     | AC Milan  | 1 - 0 | Inter Milan |                                                                                       |                                                                                       |
| 25 juillet 2015 14h00 (UTC) | Mexès 62e |       |             | Main Stadium of Universiade Center, Shenzhen Spectateurs : 38 497 Arbitrage : Tan Hai | Main Stadium of Universiade Center, Shenzhen Spectateurs : 38 497 Arbitrage : Tan Hai |
| 25 juillet 2015 14h00 (UTC) | Rapport   |       |             | Main Stadium of Universiade Center, Shenzhen Spectateurs : 38 497 Arbitrage : Tan Hai | Main Stadium of Universiade Center, Shenzhen Spectateurs : 38 497 Arbitrage : Tan Hai |

| Match 2                     | Inter Milan | 0 - 3 | Real Madrid                       |                                                                  |                                                                  |
| 27 juillet 2015 14h00 (UTC) |             |       | 29e Jesé · 56e Varane · 88e James | Stade Tianhe, Guangzhou Spectateurs : 58 000 Arbitrage : Fu Ming | Stade Tianhe, Guangzhou Spectateurs : 58 000 Arbitrage : Fu Ming |
| 27 juillet 2015 14h00 (UTC) | Rapport     |       |                                   | Stade Tianhe, Guangzhou Spectateurs : 58 000 Arbitrage : Fu Ming | Stade Tianhe, Guangzhou Spectateurs : 58 000 Arbitrage : Fu Ming |

| Match 3                     | Real Madrid                                                                                       | 0 - 0 10 - 9 t. a. b. | AC Milan                                                                                                 |                                                                      |                                                                      |
| 30 juillet 2015 14h00 (UTC) |                                                                                                   |                       | | Stade de Shanghai, Shanghai Spectateurs : 78 000 Arbitrage : Wang Di | Stade de Shanghai, Shanghai Spectateurs : 78 000 Arbitrage : Wang Di |
| 30 juillet 2015 14h00 (UTC) | Rapport                                                                                           |                       | | Stade de Shanghai, Shanghai Spectateurs : 78 000 Arbitrage : Wang Di | Stade de Shanghai, Shanghai Spectateurs : 78 000 Arbitrage : Wang Di |
| 30 juillet 2015 14h00 (UTC) | James · Marcelo · Casemiro · Ramos · Kroos · Carvajal · Nacho · Cheryshev · Isco · Jesé · Casilla | Tirs au but 10 - 9    | de Jong · Matri · Bacca · Honda · Adriano · Montolivo · Zapata · Mauri · Calabria · Paletta · Donnarumma | Stade de Shanghai, Shanghai Spectateurs : 78 000 Arbitrage : Wang Di | Stade de Shanghai, Shanghai Spectateurs : 78 000 Arbitrage : Wang Di |

## International Champions Cup Amérique du Nord

### Classement
| Rang | Équipe                  | Pts | J | G | Gt | Pt | P | Bp | Bc | Diff |
| ---- | ----------------------- | --- | - | - | -- | -- | - | -- | -- | ---- |
| 1    | Paris Saint-Germain     | 10  | 4 | 3 | 0  | 1  | 0 | 10 | 5  | +5   |
| 2    | Red Bulls de New York   | 10  | 4 | 3 | 0  | 1  | 0 | 9  | 4  | +5   |
| 3    | Manchester United       | 9   | 4 | 3 | 0  | 0  | 1 | 7  | 4  | +3   |
| 4    | AC Fiorentina           | 8   | 4 | 2 | 1  | 0  | 1 | 5  | 5  | 0    |
| 5    | Galaxy de Los Angeles   | 7   | 4 | 2 | 0  | 1  | 1 | 9  | 6  | +3   |
| 6    | Club América            | 4   | 4 | 1 | 0  | 1  | 2 | 3  | 4  | -1   |
| 7    | FC Barcelone            | 4   | 4 | 1 | 0  | 1  | 2 | 6  | 8  | -2   |
| 8    | Chelsea FC              | 4   | 4 | 0 | 2  | 0  | 2 | 5  | 8  | -3   |
| 9    | Benfica Lisbonne        | 3   | 4 | 0 | 1  | 1  | 2 | 3  | 5  | -2   |
| 10   | Earthquakes de San José | 0   | 4 | 0 | 0  | 0  | 4 | 4  | 12 | -8   |

Le 30 juillet 2015, le Paris Saint-Germain remporte le tournoi.

### Résultats
Les dernières confrontations des équipes américaines en MLS 2015 sont pris en compte pour le classement
| MLS (7e journée)          | Red Bulls de New York     | 2 - 0 | Earthquakes de San José |                                                                        |                                                                        |
| 18 avril 2015 01h05 (UTC) | Kljestan 29e · Grella 35e |       |                         | Red Bull Arena, Harrison Spectateurs : 16 406 Arbitrage : Jair Marrufo | Red Bull Arena, Harrison Spectateurs : 16 406 Arbitrage : Jair Marrufo |
| 18 avril 2015 01h05 (UTC) | Rapport                   |       |                         | Red Bull Arena, Harrison Spectateurs : 16 406 Arbitrage : Jair Marrufo | Red Bull Arena, Harrison Spectateurs : 16 406 Arbitrage : Jair Marrufo |

| MLS (8e journée)          | Red Bulls de New York | 1 - 1 | Galaxy de Los Angeles |                                                                     |                                                                     |
| 26 avril 2015 23h10 (UTC) | Felipe 58e            |       | 9e Jamieson           | Red Bull Arena, Harrison Spectateurs : 20 062 Arbitrage : Ted Unkel | Red Bull Arena, Harrison Spectateurs : 20 062 Arbitrage : Ted Unkel |
| 26 avril 2015 23h10 (UTC) | Rapport               |       |                       | Red Bull Arena, Harrison Spectateurs : 20 062 Arbitrage : Ted Unkel | Red Bull Arena, Harrison Spectateurs : 20 062 Arbitrage : Ted Unkel |

| Match 2                     | Earthquakes de San José | 1 - 2 | Club América             |                                                                             |                                                                             |
| 15 juillet 2015 04h35 (UTC) | Goodson 24e             |       | 76e Andrade · 83e Rivera | Avaya Stadium, San José Spectateurs : 18 000 Arbitrage : Alejandro Mariscal | Avaya Stadium, San José Spectateurs : 18 000 Arbitrage : Alejandro Mariscal |
| 15 juillet 2015 04h35 (UTC) | Rapport                 |       |                          | Avaya Stadium, San José Spectateurs : 18 000 Arbitrage : Alejandro Mariscal | Avaya Stadium, San José Spectateurs : 18 000 Arbitrage : Alejandro Mariscal |

| Match 3                     | Club América | 0 - 1 | Manchester United |                                                                             |                                                                             |
| 18 juillet 2015 05h05 (UTC) |              |       | 5e Schneiderlin   | CenturyLink Field, Seattle Spectateurs : 46 857 Arbitrage : Edvin Jurisevic | CenturyLink Field, Seattle Spectateurs : 46 857 Arbitrage : Edvin Jurisevic |
| 18 juillet 2015 05h05 (UTC) | Rapport      |       |                   | CenturyLink Field, Seattle Spectateurs : 46 857 Arbitrage : Edvin Jurisevic | CenturyLink Field, Seattle Spectateurs : 46 857 Arbitrage : Edvin Jurisevic |

| Match 4                     | Benfica Lisbonne        | 2 - 3 | Paris Saint-Germain                         |                                                                  |                                                                  |
| 19 juillet 2015 02h35 (UTC) | Talisca 34e · Jonas 42e |       | 29e Augustin · 64e (pen.) Lucas · 79e Digne | BMO Field, Toronto Spectateurs : 17 853 Arbitrage : Drew Fischer | BMO Field, Toronto Spectateurs : 17 853 Arbitrage : Drew Fischer |
| 19 juillet 2015 02h35 (UTC) | Rapport                 |       |                                             | BMO Field, Toronto Spectateurs : 17 853 Arbitrage : Drew Fischer | BMO Field, Toronto Spectateurs : 17 853 Arbitrage : Drew Fischer |

| Match 5                     | Paris Saint-Germain                              | 4 - 2 | AC Fiorentina                  |                                                                              |                                                                              |
| 22 juillet 2015 02h35 (UTC) | Matuidi 35e · Augustin 41e 75e · Ibrahimović 69e |       | 29e Joaquín · 79e (pen.) Rossi | Red Bull Arena, Harrison Spectateurs : 16 104 Arbitrage : Jose Carlos Rivero | Red Bull Arena, Harrison Spectateurs : 16 104 Arbitrage : Jose Carlos Rivero |
| 22 juillet 2015 02h35 (UTC) | Rapport                                          |       |                                | Red Bull Arena, Harrison Spectateurs : 16 104 Arbitrage : Jose Carlos Rivero | Red Bull Arena, Harrison Spectateurs : 16 104 Arbitrage : Jose Carlos Rivero |

| Match 6                     | Manchester United                  | 3 - 1 | Earthquakes de San José |                                                                      |                                                                      |
| 22 juillet 2015 05h05 (UTC) | Mata 32e · Depay 37e · Pereira 61e |       | 42e Alashe              | Avaya Stadium, San José Spectateurs : 18 000 Arbitrage : Juan Guzman | Avaya Stadium, San José Spectateurs : 18 000 Arbitrage : Juan Guzman |
| 22 juillet 2015 05h05 (UTC) | Rapport                            |       |                         | Avaya Stadium, San José Spectateurs : 18 000 Arbitrage : Juan Guzman | Avaya Stadium, San José Spectateurs : 18 000 Arbitrage : Juan Guzman |

| Match 7                     | FC Barcelone             | 2 - 1 | Galaxy de Los Angeles |                                                                    |                                                                    |
| 22 juillet 2015 05h05 (UTC) | Suárez 45e · Roberto 56e |       | 90+1e Meyer           | Rose Bowl, Pasadena Spectateurs : 93 226 Arbitrage : Ismail Elfath | Rose Bowl, Pasadena Spectateurs : 93 226 Arbitrage : Ismail Elfath |
| 22 juillet 2015 05h05 (UTC) | Rapport                  |       |                       | Rose Bowl, Pasadena Spectateurs : 93 226 Arbitrage : Ismail Elfath | Rose Bowl, Pasadena Spectateurs : 93 226 Arbitrage : Ismail Elfath |

| Match 8                     | Red Bulls de New York                       | 4 - 2 | Chelsea FC            |                                                                         |                                                                         |
| 23 juillet 2015 02h05 (UTC) | Castellanos 51e · Adams 70e · Davis 73e 77e |       | 26e Rémy · 75e Hazard | Red Bull Arena, Harrison Spectateurs : 24 076 Arbitrage : Robert Sibiga | Red Bull Arena, Harrison Spectateurs : 24 076 Arbitrage : Robert Sibiga |
| 23 juillet 2015 02h05 (UTC) | Rapport                                     |       |                       | Red Bull Arena, Harrison Spectateurs : 24 076 Arbitrage : Robert Sibiga | Red Bull Arena, Harrison Spectateurs : 24 076 Arbitrage : Robert Sibiga |

| Match 9                     | Benfica Lisbonne                                       | 0 - 0 4 - 5 t. a. b. | AC Fiorentina                              |                                                                               |                                                                               |
| 25 juillet 2015 02h05 (UTC) |                                                        |                      |                                            | Rentschler Field, East Hartford Spectateurs : 15 791 Arbitrage : Sorin Stoica | Rentschler Field, East Hartford Spectateurs : 15 791 Arbitrage : Sorin Stoica |
| 25 juillet 2015 02h05 (UTC) | Rapport                                                |                      |                                            | Rentschler Field, East Hartford Spectateurs : 15 791 Arbitrage : Sorin Stoica | Rentschler Field, East Hartford Spectateurs : 15 791 Arbitrage : Sorin Stoica |
| 25 juillet 2015 02h05 (UTC) | Almeida · Pizzi · Sílvio · Oliveira · Carcela-Gonzalez | Tirs au but 4 - 5    | Pasqual · Badelj · Iličić · Rebić · Suárez | Rentschler Field, East Hartford Spectateurs : 15 791 Arbitrage : Sorin Stoica | Rentschler Field, East Hartford Spectateurs : 15 791 Arbitrage : Sorin Stoica |

| Match 10                    | FC Barcelone | 1 - 3 | Manchester United                       |                                                                               |                                                                               |
| 25 juillet 2015 22h05 (UTC) | Rafinha 90e  |       | 8e Rooney · 65e Lingard · 90+1e Januzaj | Levi's Stadium, Santa Clara Spectateurs : 68 416 Arbitrage : Baldomero Toledo | Levi's Stadium, Santa Clara Spectateurs : 68 416 Arbitrage : Baldomero Toledo |
| 25 juillet 2015 22h05 (UTC) | Rapport      |       |                                         | Levi's Stadium, Santa Clara Spectateurs : 68 416 Arbitrage : Baldomero Toledo | Levi's Stadium, Santa Clara Spectateurs : 68 416 Arbitrage : Baldomero Toledo |

| Match 11                    | Paris Saint-Germain                                               | 1 - 1 5 - 6 t. a. b. | Chelsea FC                                                          |                                                                               |                                                                               |
| 26 juillet 2015 00h05 (UTC) | Ibrahimović 25e                                                   |                      | 65e Moses                                                           | Bank of America Stadium, Charlotte Spectateurs : 61 224 Arbitrage : Ted Unkel | Bank of America Stadium, Charlotte Spectateurs : 61 224 Arbitrage : Ted Unkel |
| 26 juillet 2015 00h05 (UTC) | Rapport                                                           |                      |                                                                     | Bank of America Stadium, Charlotte Spectateurs : 61 224 Arbitrage : Ted Unkel | Bank of America Stadium, Charlotte Spectateurs : 61 224 Arbitrage : Ted Unkel |
| 26 juillet 2015 00h05 (UTC) | Motta · Rabiot · Ongenda · Bahebeck · Cavani · Marquinhos · Silva | Tirs au but 5 - 6    | Falcao · Azpilicueta · Cuadrado · Rémy · Oscar · Willian · Courtois | Bank of America Stadium, Charlotte Spectateurs : 61 224 Arbitrage : Ted Unkel | Bank of America Stadium, Charlotte Spectateurs : 61 224 Arbitrage : Ted Unkel |

| Match 12                    | Red Bulls de New York            | 2 - 1 | Benfica Lisbonne |                                                                          |                                                                          |
| 27 juillet 2015 01h35 (UTC) | Wright-Phillips 33e · Grella 56e |       | 7e Pizzi         | Red Bull Arena, Harrison Spectateurs : 18 096 Arbitrage : Alex Chilowicz | Red Bull Arena, Harrison Spectateurs : 18 096 Arbitrage : Alex Chilowicz |
| 27 juillet 2015 01h35 (UTC) | Rapport                          |       |                  | Red Bull Arena, Harrison Spectateurs : 18 096 Arbitrage : Alex Chilowicz | Red Bull Arena, Harrison Spectateurs : 18 096 Arbitrage : Alex Chilowicz |

| Match 13                    | Chelsea FC                      | 2 - 2 4 - 2 t. a. b. | FC Barcelone                         |                                                                      |                                                                      |
| 29 juillet 2015 02h05 (UTC) | Hazard 10e · Cahill 85e         |                      | 52e Suárez · 66e Sandro              | FedEx Field, Landover Spectateurs : 78 914 Arbitrage : Allen Chapman | FedEx Field, Landover Spectateurs : 78 914 Arbitrage : Allen Chapman |
| 29 juillet 2015 02h05 (UTC) | Rapport                         |                      |                                      | FedEx Field, Landover Spectateurs : 78 914 Arbitrage : Allen Chapman | FedEx Field, Landover Spectateurs : 78 914 Arbitrage : Allen Chapman |
| 29 juillet 2015 02h05 (UTC) | Falcao · Moses · Ramires · Rémy | Tirs au but 4 - 2    | Iniesta · Halilović · Piqué · Sandro | FedEx Field, Landover Spectateurs : 78 914 Arbitrage : Allen Chapman | FedEx Field, Landover Spectateurs : 78 914 Arbitrage : Allen Chapman |

| Match 14                    | Club América                               | 0 - 0 3 - 4 t. a. b. | Benfica Lisbonne                                  |                                                                                  |                                                                                  |
| 29 juillet 2015 04h05 (UTC) |                                            |                      |                                                   | Stade Azteca, Mexico Spectateurs : 10 373 Arbitrage : Jorge Isaac Rojas Castillo | Stade Azteca, Mexico Spectateurs : 10 373 Arbitrage : Jorge Isaac Rojas Castillo |
| 29 juillet 2015 04h05 (UTC) | Rapport                                    |                      |                                                   | Stade Azteca, Mexico Spectateurs : 10 373 Arbitrage : Jorge Isaac Rojas Castillo | Stade Azteca, Mexico Spectateurs : 10 373 Arbitrage : Jorge Isaac Rojas Castillo |
| 29 juillet 2015 04h05 (UTC) | Martínez · Zúñiga · Marín · Colula · Rosel | Tirs au but 3 - 4    | Cristante · Gaitán · Santos · Samaris · Rodríguez | Stade Azteca, Mexico Spectateurs : 10 373 Arbitrage : Jorge Isaac Rojas Castillo | Stade Azteca, Mexico Spectateurs : 10 373 Arbitrage : Jorge Isaac Rojas Castillo |

| Match 15                    | Manchester United | 0 - 2 | Paris Saint-Germain           |                                                                    |                                                                    |
| 30 juillet 2015 03h05 (UTC) |                   |       | 25e Matuidi · 34e Ibrahimović | Soldier Field, Chicago Spectateurs : 61 351 Arbitrage : Alan Kelly | Soldier Field, Chicago Spectateurs : 61 351 Arbitrage : Alan Kelly |
| 30 juillet 2015 03h05 (UTC) | Rapport           |       |                               | Soldier Field, Chicago Spectateurs : 61 351 Arbitrage : Alan Kelly | Soldier Field, Chicago Spectateurs : 61 351 Arbitrage : Alan Kelly |

| Match 16                | AC Fiorentina       | 2 - 1 | FC Barcelone |                                                                 |                                                                 |
| 2 août 2015 21h00 (UTC) | Bernardeschi 4e 12e |       | 17e Suárez   | Stade Artemio-Franchi, Florence Arbitrage : Massimiliano Irrati | Stade Artemio-Franchi, Florence Arbitrage : Massimiliano Irrati |
| 2 août 2015 21h00 (UTC) | Rapport             |       |              | Stade Artemio-Franchi, Florence Arbitrage : Massimiliano Irrati | Stade Artemio-Franchi, Florence Arbitrage : Massimiliano Irrati |

| Match 17                | Chelsea FC | 0 - 1 | AC Fiorentina |                                                                       |                                                                       |
| 5 août 2015 21h00 (UTC) |            |       | 34e Gonzalo   | Stamford Bridge, Londres Spectateurs : 41 435 Arbitrage : David Coote | Stamford Bridge, Londres Spectateurs : 41 435 Arbitrage : David Coote |
| 5 août 2015 21h00 (UTC) | Rapport    |       |               | Stamford Bridge, Londres Spectateurs : 41 435 Arbitrage : David Coote | Stamford Bridge, Londres Spectateurs : 41 435 Arbitrage : David Coote |

## Classement des buteurs
| Rang | Nom                   | Équipe                  | Buts |
| ---- | --------------------- | ----------------------- | ---- |
| 1    | Robbie Keane          | Galaxy de Los Angeles   | 4    |
| 2    | Jean-Kévin Augustin   | Paris Saint-Germain     | 3    |
| 2    | Zlatan Ibrahimović    | Paris Saint-Germain     | 3    |
| 2    | Luis Suárez           | FC Barcelone            | 3    |
| 5    | Quincy Amarikwa       | Earthquakes de San José | 2    |
| 5    | Federico Bernardeschi | AC Fiorentina           | 2    |
| 5    | Sean Davis            | Red Bulls de New York   | 2    |
| 5    | Mike Grella           | Red Bulls de New York   | 2    |
| 5    | Eden Hazard           | Chelsea FC              | 2    |
| 5    | Blaise Matuidi        | Paris Saint-Germain     | 2    |